# Tom Aldredge
Tom Aldredge est un acteur américain né le 28 février 1928 à Dayton, Ohio (États-Unis), et mort le 22 juillet 2011.

## Biographie
En 1953, il épouse la costumière américaine d'origine grecque Theoni V. Aldredge (1932-2011).

## Filmographie
- 1963 : La Souris sur la Lune (The Mouse on the Moon) de Richard Lester : Wendover
- 1964 : The Troublemakers (en) de Theodore J. Flicker (en) : Jack Armstrong
- 1965 : Who Killed Teddy Bear (en) de Joseph Cates : Adler
- 1966 : Ten Blocks on the Camino Real (en) (téléfilm) de Jack Landau (en) : Baron de Charlus
- 1968 : L'Étrangleur de Boston (The Boston Strangler) de Richard Fleischer : Harold Lacey
- 1969 : Les gens de la pluie (The Rain People) de Francis Ford Coppola : M. Alfred
- 1972 : The Happiness Cage de Bernard Girard : Medic
- 1973 : Sticks and Bones de David Rabe (en) : Ozzie
- 1974 et 1985 : Great Performances (série tv) : Fool / Mazzini
- 1976 : Countdown at Kusini (en) d'Ossie Davis : Ben Amed
- 1977 : The Storyteller (téléfilm) : Frank Eberhardt
- 1980 : The Man That Corrupted Hadleyburg (téléfilm) : Edward
- 1980 : Nurse (téléfilm) : Kelly O'Brien
- 1981 : Full Moon High de Larry Cohen : Le geôlier
- 1981 : The Gentleman Bandit (téléfilm) : Le Monsignore
- 1984 : Pudd'nhead Wilson (téléfilm) : Juge Driscoll
- 1985 : Méprise (Doubletake) (téléfilm) : Glendon Lane
- 1986 : Heartbreak House (téléfilm) : Mazzini
- 1986 : Seize the Day (en) de Fielder Cook : Rappaport
- 1987 : A Special Friendship (téléfilm) : Jefferson Davis
- 1987 : Miracle sur la 8e rue (Batteries not included) de Matthew Robbins : Sid Hogenson
- 1989 : A Matter of Conscience (téléfilm) : Joe Miller (Joseph Hauptmann)
- 1989 : À demain, mon amour (See You in the Morning) d'Alan J. Pakula : Le père de Beth
- 1989 : Brenda Starr (en) de Robert Ellis Miller : Le faux Capitaine Borg
- 1990 : Sensibility and Sense (téléfilm) : Edward vieux
- 1991 : American Playhouse (série tv) : Narrateur / Homme mystérieux
- 1991 : Separate But Equal (en) (téléfilm)
- 1991 : Quoi de neuf, Bob ? (What About Bob?) de Frank Oz : M. Guttman
- 1991 : Larry le liquidateur (Other People's Money) de Norman Jewison : Ozzie
- 1992 : Lincoln and the War Within (téléfilm)
- 1992 : O Pioneers! (en) (téléfilm) : Ivar
- 1993 : Les Requins de la finance (Barbarians at the Gate) (téléfilm) : Charlie Hugel
- 1993 : Les Aventures de Huckleberry Finn (The Adventures of Huck Finn) de Stephen Sommers : Dr Robinson
- 1994 : In the Best of Families: Marriage, Pride & Madness (téléfilm)
- 1995 : Les Aventuriers de l'or noir (The Stars Fell on Henrietta) de James Keach : Grizzled old man
- 1996 : Andersonville (téléfilm) : Sarg. Hoarce Trimble
- 1996 : Harvest of Fire (en) (téléfilm) : Jacob Hostetler
- 1996 : Passion (téléfilm) : Dr Tambourri
- 1997 : Commandements (Commandments) de Daniel Taplitz : M. Mann
- 1997 : Lawn Dogs de John Duigan : Le père de Trent
- 1998 : Hors-la-loi (Stranger in the Kingdom) de Jay Craven (en) : Elijah Kinneson
- 1998 : Les Joueurs (Rounders) de John Dahl : Juge Marinacci
- 1999 : Une bouteille à la mer (Message in a Bottle) de Luis Mandoki : Hank Land
- 1999 television « Les Soprano »

- 1999 : Liberté passagère (Earthly Possessions) (téléfilm) : Spry Old Man
- 2001 : Camouflage (de) de James Keach : Lionel Pond
- 2001 : The American Astronaut de Cory McAbee : Vieil homme
- 2003 : Intolérable cruauté (Intolerable Cruelty) de Joel Coen : Herb Myerson
- 2003 : Retour à Cold Mountain (Cold Mountain) d'Anthony Minghella : Homme aveugle
- 2004 : Wrigley d'Oliver Refson : Tony
- 2005 : Twilight's Last Gleaming de Paul Schneeberger : Le mari de Virginia
- 2006 : Game 6 de Michael Hoffman : Michael Rogan
- 2008 : My Sassy Girl de Yann Samuell : Le vieil homme assis sous l'arbre